# Mesnil-Bruntel
Mesnil-Bruntel is een gemeente in het Franse departement Somme (regio Hauts-de-France) en telt 306 inwoners (2005). De plaats maakt deel uit van het arrondissement Péronne.

## Geografie
De oppervlakte van Mesnil-Bruntel bedraagt 7,3 km², de bevolkingsdichtheid is 41,9 inwoners per km².
De onderstaande kaart toont de ligging van Mesnil-Bruntel met de belangrijkste infrastructuur en aangrenzende gemeenten.

## Demografie
Onderstaande figuur toont het verloop van het inwonertal (bron: INSEE-tellingen).